# Čáry
Čáry (hongrois : Csári) est un village de Slovaquie situé dans la région de Trnava.

## Histoire
La première mention écrite du village date de 1588.

## Démographie

### Évolution de la population
| Année:               | 1994. | 2004.   | 2014.   | 2024.   |
| -------------------- | ----- | ------- | ------- | ------- |
| Nombre de personnes: | 1184  | 1251    | 1290    | 1279    |
| Différence:          |       | +5,65 % | +3,11 % | -0,85 % |

| Année:               | 2023. | 2024.   |
| -------------------- | ----- | ------- |
| Nombre de personnes: | 1277  | 1279    |
| Différence:          |       | +0,15 % |